# Twin Flats
Twin Flats é um filme de comédia produzido nos Estados Unidos e lançado em 1916.